# Sint-Martinuskerk (Avelgem)
De Sint-Martinuskerk is een kerk in het centrum van de Belgische gemeente Avelgem. De neogotische kerk is de parochiekerk van de Sint-Martinusparochie van Avelgem.
De oudste vermeldingen van een kerkgebouw dateren uit jaar 1269 of 1286. Toen lag het gebouw op het grondgebied van de Heerlijkheid Avelgem.
De eerste kerk was een romaanse kerk met een vierkante toren. In het jaar 1485 werd de kerk door Gentse opstandelingen verwoest. Zo'n honderd jaar later, omstreeks 1580, in de Geuzentijd, brandde de kerk bijna volledig uit.
Aan het einde van de 16e eeuw werd ze weer opgebouwd, dit keer in gotische stijl. Ze werd in 1620 ingewijd. Door verscheidene oorlogen raakte de kerk in verval. De latere Franse Revolutie deed dit nog bespoedigen.
Tussen de jaren 1866 en 1869 werd er naast het kerkgebouw een nieuwe neogotische kerk gebouwd, waarna het oude gebouw tussen 1866 en 1873 werd afgebroken.
Tijdens de Eerste Wereldoorlog, in oktober 1918, werd de kerk plat gebombardeerd door de Duitsers. De heropgebouwde kerk werd ten slotte in 1928 ingewijd. De Sint-Martinuskerk werd recentelijk gerenoveerd (2017-2020).